# Clóvis Flôres
Clóvis Ribeiro Flôres (Caraíbas, 13 de julho de 1941), mais conhecido como Clóvis Flôres é um advogado, contador e ex-político brasileiro filiado ao Partido da Social Democracia Brasileira (PSDB), exerceu o cargo de Vice-prefeito de Vitória da Conquista entre 1989-1992 e de Deputado Estadual pela Bahia, entre 1995-1999.
Durante o segundo governo de José Pedral Sampaio a frente da prefeitura de Vitória da Conquista, exerceu o cargo de secretário municipal de finanças, motivo este que o levou a ser escolhido por Pedral a ser o candidato à vice-prefeito na chapa de Murilo Mármore (PMDB), seu sucessor na eleição municipal de 1988.
Após deixar a Assembleia Legislativa da Bahia, abdicou-se de disputar cargos eletivos definitivamente, desde então exerce a profissão de contador no município de Vitória da Conquista.

## Desempenho Eleitoral
| Ano  | Eleição                           | Cargo             | Partido       | Partido | Coligação                  | Titular               | Votos  | Votos  | Votos  | Resultado | Ref   |
| Ano  | Eleição                           | Cargo             | Partido       | Partido | Coligação                  | Titular               | Total  | %      | P.     | Resultado | Ref   |
| ---- | --------------------------------- | ----------------- | ------------- | ------- | -------------------------- | --------------------- | ------ | ------ | ------ | --------- | ----- |
| 1988 | Municipal de Vitória da Conquista | Vice-prefeito     |               | PMDB    | PMDB, PSDB, PDS, PDC e PSB | Murilo Mármore (PMDB) | 25.252 | 41,35% | 1°     | Eleito    | [ 6 ] |
| 1994 | Estadual da Bahia                 | Deputado Estadual | Sem Coligação | PMDB    | —                          | 17.517                | 0,56%  | —      | Eleito | [ 7 ]     |       |